# Orlova Moghila, Dobrici
Orlova Moghila (în bulgară Орлова Могила, în română Serediment) este un sat în comuna Dobricika, regiunea Dobrici, Dobrogea de Sud, Bulgaria. 
Între anii 1913-1940 a făcut parte din plasa Ezibei a județului Caliacra, România. În sat, care se numea în grai local și Serdimen,  au locuit și germani dobrogeni, de religie evanghelică.

## Demografie
Componența etnică a satului Orlova Moghila
     Bulgari (98,76%)
     Nicio identificare (1,23%)
     Altele (0%)
La recensământul din 2011, populația satului Orlova Moghila era de 81 locuitori. Din punct de vedere etnic, majoritatea locuitorilor (98,76%) erau bulgari. Pentru 1,23% din locuitori nu este cunoscută apartenența etnică.